# Halowe Mistrzostwa Europy w Lekkoatletyce 1983 – bieg na 400 m mężczyzn
Bieg na 400 metrów mężczyzn – jedna z konkurencji biegowych rozgrywanych podczas halowych lekkoatletycznych mistrzostw Europy w Sportscsarnok w Budapeszcie. Eliminacje i półfinały zostały rozegrane 5 marca, a bieg finałowy 6 marca 1983. Zwyciężył reprezentant Związku Radzieckiego Jewgienij Łomtiew. Tytułu zdobytego na poprzednich mistrzostwach nie bronił Pawieł Konowałow ze Związku Radzieckiego.

## Rezultaty

### Eliminacje
Rozegrano 3 biegi eliminacyjne, do których przystąpiło 14 biegaczy. Awans do półfinału dawało zajęcie jednego z pierwszych trzech miejsc w swoim biegu (Q). Skład półfinałów uzupełnił zawodnik z najlepszym czasem wśród przegranych (q).
Opracowano na podstawie materiału źródłowego.
Bieg 1
| Miejsce | Zawodnik             | Czas  | Uwagi |
| ------- | -------------------- | ----- | ----- |
| 1       | Ángel Heras          | 47,33 | Q     |
| 2       | Sándor Újhelyi       | 47,51 | Q     |
| 3       | Bożidar Konstantinow | 47,70 | Q     |
| 4       | Jean-Jacques Février | 47,80 | q     |
| 5       | Stefano Malinverni   | 48,06 |       |

Bieg 2
| Miejsce | Zawodnik          | Czas  | Uwagi |
| ------- | ----------------- | ----- | ----- |
| 1       | Siergiej Łowaczow | 47,41 | Q     |
| 2       | Toma Tomow        | 48,04 | Q     |
| 3       | Christoph Trappe  | 48,17 | 'Q    |
| 4       | Andreas Kaufmann  | 48,34 |       |
| 5       | Gusztáv Menczer   | 48,54 |       |

Bieg 3
| Miejsce | Zawodnik          | Czas  | Uwagi |
| ------- | ----------------- | ----- | ----- |
| 1       | Ainsley Bennett   | 47,68 | Q     |
| 2       | Jewgienij Łomtiew | 47,73 | Q     |
| 3       | Dušan Malovec     | 47,77 | Q     |
| 4       | István Takács     | 48,00 |       |

### Półfinały
Rozegrano 2 biegi półfinałowe, w których wystartowało 10 biegaczy. Awans do finału dawało zajęcie jednego z dwóch pierwszych miejsc w swoim biegu (Q). Skład finału uzupełnił zawodnik z najlepszym czasem wśród przegranych (q). W drugim biegu półfinałowym Siergiej Łowaczow i Sándor Újhelyi zderzyli się i nie ukończyli konkurencji.
Opracowano na podstawie materiału źródłowego.
Bieg 1
| Miejsce | Zawodnik             | Czas  | Uwagi |
| ------- | -------------------- | ----- | ----- |
| 1       | Ainsley Bennett      | 46,87 | Q     |
| 2       | Jewgienij Łomtiew    | 46,93 | Q     |
| 3       | Ángel Heras          | 47,08 | q     |
| 4       | Toma Tomow           | 47,35 |       |
| 5       | Jean-Jacques Février | 47,84 |       |

Bieg 2
| Miejsce | Zawodnik             | Czas  | Uwagi |
| ------- | -------------------- | ----- | ----- |
| 1       | Christoph Trappe     | 47,90 | Q     |
| 2       | Dušan Malovec        | 47,94 | Q     |
| 3       | Bożidar Konstantinow | 48,25 |       |
| –       | Siergiej Łowaczow    | DNF   |       |
| –       | Sándor Újhelyi       | DNF   |       |

### Finał
Opracowano na podstawie materiału źródłowego.
| Miejsce | Zawodnik          | Czas  | Uwagi |
| ------- | ----------------- | ----- | ----- |
| 1       | Jewgienij Łomtiew | 46,20 |       |
| 2       | Ainsley Bennett   | 46,43 |       |
| 3       | Ángel Heras       | 46,57 |       |
| 4       | Christoph Trappe  | 46,62 |       |
| 5       | Dušan Malovec     | 46,65 | NR    |